# Bertrand de Saissac
Bertrand de Saissac est un noble cathare du Languedoc médiéval, châtelain de Saissac.

## Biographie
C'est un important vassal de Roger II Trencavel, vicomte de Carcassonne, de Béziers et d'Albi, à qui ce dernier confie la tutelle de son fils et héritier Raimond-Roger Trencavel (1185 † 1209). Bertrand exerce cette tutelle à partir de 1195, quand Roger décède, et devient son conseiller à la majorité de son pupille.
Il s'est converti au catharisme très tôt et n'hésite pas à recourir à la force pour favoriser ses coreligionnaires. Ainsi, l'abbé d'Alet, Pons Amiel, meurt en 1197, et le chapitre choisit pour lui succéder Bernard de Saint-Ferréol. Mais ce choix ne plait pas à Bertrand, qui investit de force l'abbaye, non sans avoir tué quelques moines, fait déterrer et siéger Pons Amiel, puis fait élire devant le cadavre un abbé plus favorable aux cathares. Il envoie ensuite une coquette somme à Bérenger de Barcelone, archevêque de Narbonne, pour qu'il entérine cette élection.
Cultivé, il accueillait de nombreux troubadours en son château, tel Peire Vidal et Raimon de Miraval.
Au début de la croisade des albigeois, en 1209, son château est facilement pris et donné à Bouchard de Marly. Bertrand, ne s'y trouvait pas, participant à la défense de Carcassonne.
On ne sait pas quand il meurt. Son fils Jourdain de Saissac parvient à reprendre le château paternel en 1240, mais le reperd en 1242.